# Cabeça Boa
Cabeça Boa ist eine Ortschaft und Gemeinde im Nordosten Portugals.

## Geschichte
Hier bestand an der archäologischen Ausgrabungsstätte Povoado do Castelo da Mina vermutlich seit der Eisenzeit eine Siedlung, die unter römischer Herrschaft ausgebaut wurde. Die nahe Vila Maior war eine weitere, vermutlich bedeutendere römische Ortschaft in der heutigen Gemeinde Cabeça Boa.
Im Mittelalter, insbesondere während der Reconquista wurde der Ort mehrmals verlassen und wiederbesiedelt.
1884 wurde die Gemeinde Cabeça Boa um die bis dahin eigenständige Gemeinde Cabeça do Mouro erweitert.

## Verwaltung
Cabeça Boa ist Sitz einer gleichnamigen Gemeinde (Freguesia) im Kreis (Concelho) von Torre de Moncorvo im Distrikt Bragança. In ihr leben 284 Einwohner auf einer Fläche von 26 km² (Stand 19. April 2021).
Folgende Ortschaften liegen im Gemeindegebiet:
- Cabanas de Baixo
- Cabanas de Cima
- Cabeça Boa
- Cabeça de Mouro
- Foz do Sabor
- Passadouro
- Quinta da Vila Maior